# یلیز کووانجی
یلیز کووانجی (انگلیسی: Yeliz Kuvancı؛ زادهٔ ۳ آوریل ۱۹۸۷) بازیگر اهل ترکیه است. وی از سال ۲۰۱۰ میلادی تاکنون مشغول فعالیت بوده‌است.
از جمله فیلم‌ها و سریال‌هایی که او در آن‌ها ایفای نقش کرده است می‌توان به بی‌صداقت اشاره کرد.